# Slavětín (Ústí nad Labem)
Slavětín è un comune mercato della Repubblica Ceca facente parte del distretto di Louny, nella regione di Ústí nad Labem.